# Boeing C-40 Clipper
Boeing C-40 Clipper là phiên bản quân sự của máy bay chở khách Boeing 737-700C. Nó được cả Hải quân Hoa Kỳ và Không quân Hoa Kỳ sử dụng.

## Biến thể

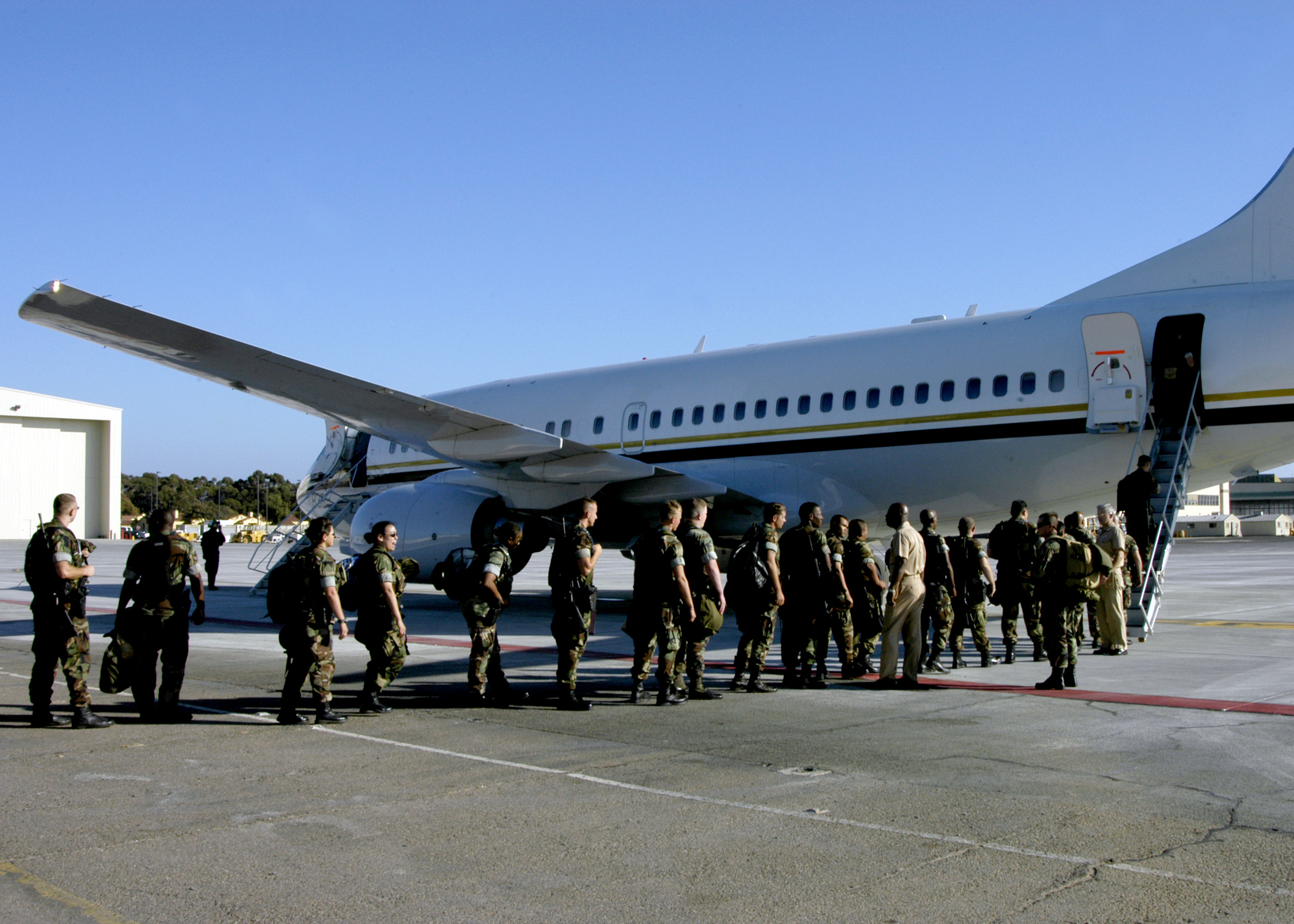
C-40A của Hải quân Hoa Kỳ thuộc phi đoàn hỗ trợ hậu cần hạm đội (VR) 57, tại căn cứ không quân hải quân North Island

C-40A Clipper
C-40B
C-40C

## Quốc gia sử dụng
Hoa Kỳ
- Không quân Hoa Kỳ
- Hải quân Hoa Kỳ

## Tính năng kỹ chiến thuật (C-40A)
Đặc điểm tổng quát
- Tổ lái: 5
- Sức chuyên chở: 

  - 121 hành khách "hoặc"
  - 8 pallet hàng hóa "hoặc"

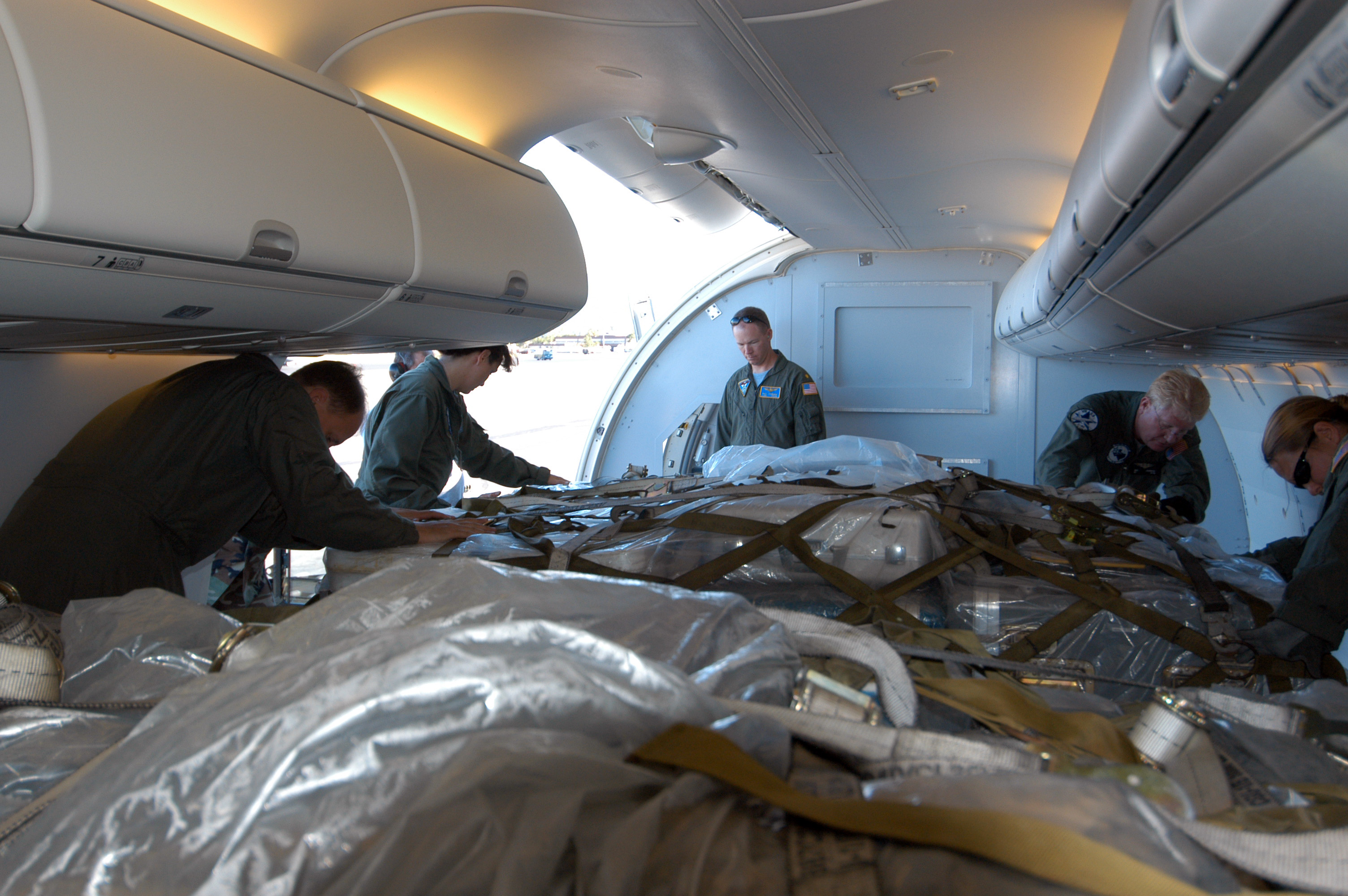
C-40A, 2005.

  - Kết hợp: 3 pallet hàng hóa, 70 hành khách.
- Tải trọng: 40.000 lb (18.000 kg)
- Chiều dài: 110 ft 4 in (33,63 m)
- Sải cánh: 112 ft 7 in (34,32 m)
- Chiều cao: 41 ft 2 in (12,55 m)
- Trọng lượng rỗng: 126.000 lb (57.150 kg)
- Trọng lượng có tải: 134.000 lb (61.000 kg)
- Trọng lượng cất cánh tối đa: 171.000 lb (78.000 kg)
- Động cơ: 2 × CFM International CFM56-7 SLST kiểu turbofan, 27.300 lbf (121 kN) mỗi chiếc

 Hiệu suất bay 
- Vận tốc cực đại: 534 knot (615 mph, 990 km/h)
- Tầm bay: 3.000 nm (3.500 mi, 5.600 km)
- Trần bay: 41.000 ft (12.500 m)
- Lực đẩy/trọng lượng: 0,407